# استینچکومب

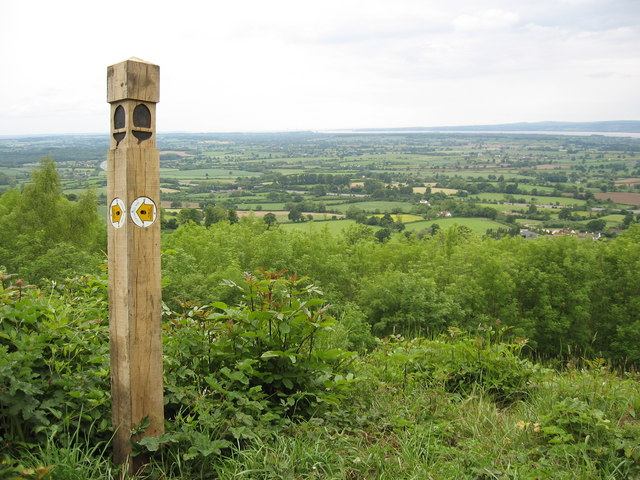
نمایی از استینچکومب، یک روستا و محله مدنی در بریتانیا - ۲۰۰۷

استینچکومب (به انگلیسی: Stinchcombe) یک روستا و محله مدنی در بریتانیا است که در Stroud District واقع شده‌است.